# Amerikanische Feldpost im Kalten Krieg

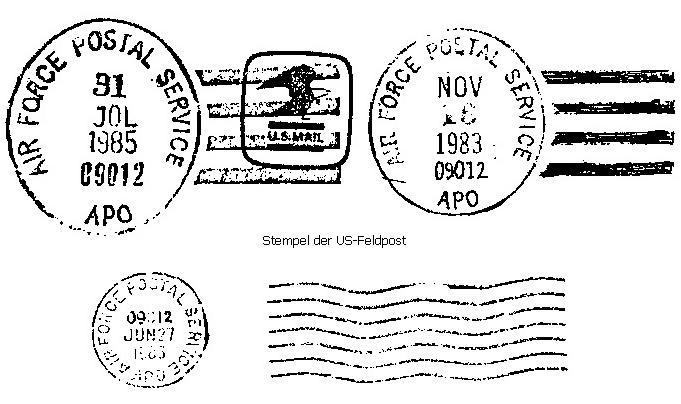
Stempel der US-amerikanischen Feldpost, Ramstein Air Base

Der Artikel Amerikanische Feldpost im Kalten Krieg gibt einen Überblick über die Postversorgung der US-amerikanischen Streitkräfte, der Soldaten und ihrer Familien in Übersee. Das Lemma ergänzt die Seite Territorialorganisation der US-Streitkräfte in Deutschland; es listet darüber hinaus die amerikanischen Militärpostämter (MPO) im Kommandobereich United States European Command (USEUCOM) auf und greift bis in den Nahen Osten und nach Nordafrika aus. Die postalische Organisation spiegelt die militärische Organisation und gibt damit einen Gesamtüberblick über das militärische Engagement der USA in Westeuropa. Zugleich dienten zahlreiche MPO auch den diplomatischen Vertretungen der USA; interessant in diesem Zusammenhang ist die Anbindung der Botschaft in Moskau an das Leitpostamt Rhein Main Air Base (Frankfurt) sowie der Botschaft in Helsinki an Lindsey AIr Station (Wiesbaden).

## Rechtsgrundlage und Gebühren
Einleitend ist anzumerken, dass in dieser Zeit in allen Staaten die Postbeförderung als staatlicher Hoheitsakt betrachtet wurde – in der Bundesrepublik Deutschland bestand ein Bundespostministerium bis 1997 und die Mitarbeiter der Post waren im Regelfall Beamte – und es undenkbar erschien, einem fremden Staat die Beförderung militärischer Dienstpost anzuvertrauen. Daher regelte das „Zusatzabkommen zu dem Abkommen zwischen den Parteien des Nordatlantikvertrages über die Rechtsstellung ihrer Truppen hinsichtlich der in der Bundesrepublik Deutschland stationierten ausländischen Truppen“ (NATO-Truppenstatut von 1951) vom 3. August 1959 das schon von Anbeginn der Stationierung praktizierte Verfahren rechtsgültig.
Grundsätzlich galt, dass die Militärpost des Stationierungsstaates das Recht besaß, Post innerhalb und außerhalb des Bundesgebiets zu versenden oder auch die Militärpost einer anderen Stationierungsmacht zu nutzen. Der Austausch mit der Deutschen Bundespost erfolgte über festgelegte Postämter. Den Angehörigen, dem sogenannten „militärischen Gefolge“, stand es frei, die Militärpost zu benutzen. Dienstliche Postsendungen waren gebührenfrei, Privatpost in die USA und nach Deutschland musste zum jeweils gültigen Inlandstarif in US-Dollar freigemacht werden.

## Organisation des USAREUR Postwesens
Mit Stabsbefehl vom 26. Juni 1952 wurde die amerikanische Feldpost der Stabsabteilung des Stellvertreters des Kommandierenden Generals (Adjutant General Division, HQ, USAREUR) unterstellt. Es bestanden drei Einheiten:
- 17th Army Postal Unit in Paris
- Theater Postal Finance Office in Würzburg
- 28th Base Post Office in Bremerhaven

Bis 1960 wurde ein Base Postal Office in Metz und elf Army Postal Units eingerichtet, die 28 Army Post Offices betrieben. Das Theater Postal Finance Office wurde von Würzburg nach Metz verlegt und mit dem Base Postal Office vereinigt.
Eine grundlegende neue Organisation wurde mit Stabsbefehl (Army General Order 148) vom 26. Februar 1969 geschaffen. Die sechs bestehenden Base Post Offices und 19 Army Postal Units wurden zu drei Adjutant General Companies (Postal) und elf Adjutant General Detachments (Postal) umgegliedert, zu denen in den folgenden Jahren noch sechs weitere Einheiten kamen. Von 1974 bis 1988 sah die Gliederung wie folgt aus:
| Postal Company/Detachment | Station                              | Bemerkung                                       |
| ------------------------- | ------------------------------------ | ----------------------------------------------- |
| 139th AG Postal Co        | Wallace Barracks, Stuttgart          | bis 1969 25th BPO                               |
| 226th AG Postal Co        | McGraw Kaserne, München              | bis 1969 26th BPO                               |
| 228th AG Postal Co        | Bieberer Straße, Offenbach           | bis 1969 28th BPO in Gutleut Kaserne, Frankfurt |
| 15th AG Postal Det        | Neureut Kaserne, Karlsruhe           |                                                 |
| 26th AG Postal Det        | Camp Wildflecken                     |                                                 |
| 30th AG Postal Det        | Ready Barracks, Aschaffenburg        |                                                 |
| 40th AG Postal Det        | Pioneer Kaserne, Hanau               |                                                 |
| 41st AG Postal Det        | Husterhöh Kaserne, Pirmasens         |                                                 |
| 48th AG Postal Det        | Coleman Barracks, Mannheim-Sandhofen |                                                 |
| 57th AG Postal Det        | Ederle Caserma, Vicenza (IT)         |                                                 |
| 60th AG Postal Det        | SHAPE, Casteau (BE)                  |                                                 |
| 61st AG Postal Det        | Pendleton Barracks, Gießen           |                                                 |
| 65th AG Postal Det        | Main Post, Grafenwöhr Training Area  |                                                 |
| 111th AG Postal Det       | Carl Schurz Kaserne, Bremerhaven     | bis 1969 wechselnde BPO                         |
| 112th AG Postal Det       | AFCENT HQ, Brunssum (NL)             |                                                 |
| 115th AG Postal Det       | Kleber Kaserne, Kaiserslautern       | bis 1974 22nd BPO                               |
| 125th AG Postal Det       | Smith Barracks, Baumholder           |                                                 |
| 127th AG Postal Det       | Johnson Barracks, Fürth              | bis 1974 27th BPO                               |
| 128th AG Postal Det       | Warner Barracks, Bamberg             |                                                 |
| 147th AG Postal Det       | Campbell Barracks, Heidelberg        |                                                 |

## Territoriale Organisation
Die territoriale Organisation des europäischen Raumes für postalische Zwecke nach der massiven Verstärkung der US-Streitkräfte infolge des „Koreaschocks“ ab 1951 orientierte sich einerseits an den Staatsgrenzen, andererseits an den Grenzen der Kommandobereiche der Armee. Dies gilt insbesondere für das noch unter Besatzungsregime stehende Deutschland und für den Versorgungsweg der US-Truppen durch Frankreich. Zur Amerikanischen Zone in Deutschland gehörten Headquarters Area Command Heidelberg, Northern Area Command (Räume Frankfurt und Würzburg), Southern Area Command (Räume Stuttgart, Nürnberg und München) und Bremen Enclave sowie Wiesbaden Area Command für die Dienststellen der US Air Force. Western Area Command umfasste den Stationierungsraum in der Pfalz und Rheinhessen, der gemäß einer französisch-amerikanischen Übereinkunft, angeregt vom französischen Außenminister Robert Schuman auf der Konferenz des Außenministerrats in New York im September 1950, unterzeichnet von den Hochkommissaren und Oberbefehlshabern in Remagen am 2. März 1951, von US-Truppen eingenommen wurde. Das Abkommen erlaubte die Stationierung von US-Truppen in der nördlichen Französischen Zone westlich des Rheins und südlich der Linie Bingen – Idar-Oberstein, ausgenommen die Saar. Im Gegenzug wurden französischen Truppen in der Amerikanischen Zone stationiert. Rheinland-Pfalz gehörte damit im Osten (Kaiserslautern, Ramstein) zu Western Area Command, im Westen (Bitburg) zu French Zone of Germany. Mit der gleichzeitigen Verlagerung des Hauptnachschubweges von Bremerhaven auf die französische Atlantikküste, wurden auch US-Truppen in Frankreich stationiert. Sie unterstanden dem Befehlshaber der „Communications Zone“ (COMZ) in Orléans und wurden in eine Base Section und eine Advance Section gegliedert, ausgenommen davon war der Raum Paris mit den NATO-Hauptquartieren im Camp des Loges, Marly-le-Roi und Fontainebleau. Die einzelnen Gebiete (Areas) erhielten eine ein- oder zweistellige Kennzahl:
| Area Code | Gebiet                               | Area Code | Gebiet                | Area Code | Gebiet                            |
| --------- | ------------------------------------ | --------- | --------------------- | --------- | --------------------------------- |
| 1         | British Zone of Germany              | 11        | Netherlands           | 40        | Western Area Command              |
| 2         | French Zone of Germany               | 12        | Norway                | 50        | Berlin Command                    |
| 3         | Russian Zone of Germany              | 14        | Spain                 | 60        | Bremen Enclave                    |
| 4         | Headquarters Area Command Heidelberg | 17        | Greece                | 65        | Enroute to CONUS                  |
| 5         | Wiesbaden Area Command               | 18        | Turkey                | 71        | Orléans Installation USAREUR COMZ |
| 6         | Belgium                              | 19        | Middle East           | 72        | Base Section USAREUR COMZ         |
| 7         | Denmark                              | 20        | Northern Area Command | 73        | Advance Section USAREUR COMZ      |
| 8         | England                              | 30        | Southern Area Command | 74        | Seine Area Command USAREUR COMZ   |
| 10        | Italy                                |           |                       |           |                                   |

Weltweit war die amerikanische Feldpost nach vier Toren zur Welt (Gateways) geordnet, die zugleich die beiden ersten Ziffern der fünfstelligen militärischen Postleitzahlen (ZIP-Code) bildeten:
| Gateway Code | Gateway  | Gateway Code | Gateway | Gateway Code | Gateway       | Gateway Code | Gateway |
| ------------ | -------- | ------------ | ------- | ------------ | ------------- | ------------ | ------- |
| 09XXX        | New York | 34XXX        | Miami   | 96XXX        | San Francisco | 98XXX        | Seattle |

Die drei letzten Ziffern wurden von der eigentlichen Nummer des Military Post Office (MPO) gebildet, unterschiedlich für die Teilstreitkräfte, nämlich:
- APO (Army and Air Force Post Office) für US-Land- und Luftstreitkräfte (Army, Air Force)
- FPO (Fleet Post Office) für US-Seestreitkräfte (Navy, Marine Corps, Coast Guard).

Die Trennung nach Teilstreitkräften ist durchgängig als zentrales Kriterium der Organisation erkennbar.

## Amerikanische Feldpostämter 1990
Die Liste enthält alle Feldpostämter, deren Kennzahl mit „09“ beginnt, die also über New York mit der Welt verbunden waren. Sie ist nach den vom US-Verteidigungsministerium festgelegten Leitpostämtern (Parent Military Post Offices) geordnet und gibt den Stand von 1990 wieder. Ein Vergleich mit einer Liste aus dem Jahre 1955 zeigt eine weitgehende Kontinuität der Ämter und ihrer Nummerierungen, vor allem für den Raum der Bundesrepublik Deutschland.
| Leitpostamt                     | APO   | Area Code | TSK          | Standort                                    | Militäreinrichtung                         | Bemerkungen | Erweiterte Zuständigkeit |
| ------------------------------- | ----- | --------- | ------------ | ------------------------------------------- | ------------------------------------------ | --- | --- |
| APO 09009 Ramstein              | 09009 | 40        | Air Force    | Ramstein                                    | Ramstein AB (South Side)                   | HQs USAFE, 4ATAF | |
| APO 09011 Brunssum              | 09011 | 11        | Army         | Brunssum (NL)                               | HQ AFCENT                                  | APO 11 vor 1966 für AFCENT Fontainebleau                                                                                    | Custodial Teams Dellbrück, Düren-Drove, Geilenkirchen, Hinsbeck sowie Heerlen (NL) |
| APO 09011 Brunssum              | 09080 | 1         | Army         | Bad Godesberg                               | American Embassy                           | 1960/1986 Austauschpunkt mit Bundespost: 5300 Bad Godesberg (Bonn 2)                                                        | Bonn |
| APO 09011 Brunssum              | 09145 | 11        | Army         | Maastricht (NL)                             | Mobile Unit                                | | |
| APO 09012 Ramstein              | 09012 | 40        | Air Force    | Ramstein                                    | Ramstein AB (North Side)                   | Nukleare Verwahrung. USAFE. 1986. WS3                                                                                       | |
| APO 09012 Ramstein              | 09094 | 40        | Air Force    | Ramstein                                    | Ramstein AB (North Side)                   | 1986 Austauschpunkt mit Bundespost: 4720 Ramstein-Miesenbach 3                                                              | |
| APO 09017 Taif                  | 09017 | 19        | Air Force    | Taif (SA)                                   | 4401 Air Postal Squadron Det 1 OLAB        | | |
| APO 09019 Livorno               | 09019 | 10        | Army         | Leghorn/Livorno (IT)                        | Camp Darby                                 | | USA Hospital Leghorn |
| APO 09021 Kapaun                | 09021 | 40        | Air Force    | Kaiserslautern-Vogelweh                     | Kapaun Air Station                         | APO 21 vor 1966 für La Rochelle (Charente-Maritime) (FR). HQ 7025th Air Postal Squadron                                     | |
| APO 09023 Thule AFB             | 09023 |           | Air Force    | Thule (GL)                                  | Thule Air Force Base                       | | |
| APO 09028 Coleman               | 09028 | 4         | Army         | Sandhofen                                   | Coleman Barracks                           | | |
| APO 09028 Coleman               | 09056 | 40        | Army         | Worms                                       | Taukkunen Barracks                         | 1968/1986 Austauschpunkt mit Bundespost: 6520 Worms (Worms 2)                                                               | |
| APO 09028 Coleman               | 09058 | 40        | Army         | Worms                                       | Taukkunen Barracks                         | APO 58 vor 1966 für HQ USACOMZEUR, Orléans (Loiret)                                                                         | |
| APO 09028 Coleman               | 09086 | 4         | Army         | Käfertal                                    | Sullivan Barracks                          | | |
| APO 09028 Coleman               | 09166 | 4         | Army         | Mannheim                                    | Spinelli Barracks                          | | |
| APO 09034 Baumholder            | 09034 | 40        | Army         | Baumholder                                  | HD Smith Barracks                          | | Birkenfeld, Hoppstädten, Neubrücke Army Hospital, Reitscheid TAC Site |
| APO 09034 Baumholder            | 09322 | 40        | Army         | Idar-Oberstein                              | Strassburg Kaserne                         | | Nahbollenbach |
| APO 09036 Würzburg              | 09036 | 20        | Army         | Würzburg                                    | Leighton Barracks                          | HQ 3rd Infantry Division | |
| APO 09036 Würzburg              | 09031 | 20        | Army         | Kitzingen                                   | Harvey Barracks                            | | |
| APO 09036 Würzburg              | 09047 | 20        | Army         | Wertheim                                    | Peden Barracks                             | | Hardheim TAC Site |
| APO 09036 Würzburg              | 09182 | 20        | Army         | Giebelstadt                                 | Giebelstadt                                | | |
| APO 09036 Würzburg              | 09701 | 20        | Army         | Kitzingen                                   | Larson Barracks                            | | |
| APO 09036 Würzburg              | 09801 | 20        | Army         | Würzburg                                    | Faulenburg Kaserne                         | 1960/1986 Austauschpunkt mit Bundespost: 8700 Würzburg (Würzburg 1)                                                         | |
| APO 09038 Riyadh                | 09038 | 19        | Air Force    | Riyadh (SA)                                 | 4401 Air Postal Squadron Det 1 OLAA        | | |
| APO 09038 Riyadh                | 09041 | 19        | Air Force    | Riyadh (SA)                                 | ELF ONE                                    | | |
| APO 09038 Riyadh                | 09671 | 19        | Air Force    | Khamis Mushayt (SA)                         | 4401 Air Postal Squadron Det 1 OLAD        | | |
| APO 09039 Drake                 | 09039 | 20        | Army         | Frankfurt                                   | Drake Barracks                             | HQ 3rd Armored Division („Drake Divisional“)                                                                                | |
| APO 09039 Drake                 | 09045 | 20        | Army         | Kirch-Göns                                  | Ayers-Kaserne                              | | |
| APO 09039 Drake                 | 09074 | 20        | Army         | Friedberg                                   | Ray Barracks                               | | |
| APO 09039 Drake                 | 09076 | 20        | Army         | Büdingen                                    | Armstrong Barracks                         | | |
| APO 09039 Drake                 | 09077 | 20        | Army         | Butzbach                                    | Schloss-Kaserne                            | | |
| APO 09039 Drake                 | 09091 | 20        | Army         | Gelnhausen                                  | Coleman-Kaserne                            | | |
| APO 09055 SHAPE                 | 09055 | 6         | Army         | SHAPE Casteau (BE)                          | NATO HQ                                    | APO 55 vor 1966 für SHAPE Marly-le-Roi (Seine-et-Oise)                                                                      | |
| APO 09055 SHAPE                 | 09088 | 6         | Army         | Chièvres (BE)                               | Chièvres Air Base                          | | |
| APO 09055 SHAPE                 | 09777 | 74        | Army         | Paris (FR)                                  | American Embassy                           | | |
| APO 09057 Rhein-Main            | 09057 | 20        | Air Force    | Rhein-Main                                  | Rhein Main Air Base                        | „Gateway to Europe“ | Rüsselsheim |
| APO 09057 Rhein-Main            | 09008 | 20        | Air Force    | Frankfurt                                   | Niederrad                                  | Soviet Military Mission | |
| APO 09057 Rhein-Main            | 09060 | 20        | Air Force    | Frankfurt                                   | Frankfurt (Aerial Mail Terminal)           | Det 1/7025th Air Postal Squadron                                                                                            | |
| APO 09057 Rhein-Main            | 09064 | 20        | Air Force    | Rhein-Main                                  | Coronet Team                               | | |
| APO 09057 Rhein-Main            | 09090 | 20        | Army         | Rödelheim                                   | Rödelheim                                  | INF Ordnance Facility | |
| APO 09057 Rhein-Main            | 09097 | 20        | Air Force    | Rhein-Main                                  | Rhein Main Air Base                        | | |
| APO 09057 Rhein-Main            | 09212 | 20        | Army         | Rhein-Main                                  | 21 Replacement Bn Rhein Main AB            | | |
| APO 09057 Rhein-Main            | 09862 |           | Air Force    | Moscow (RU)                                 | American Embassy                           | | |
| APO 09069 Bremerhaven           | 09069 | 60        | Army         | Bremerhaven                                 | Carl Schurz                                | 1960/1986 Austauschpunkt mit Bundespost: 2850 Bremerhaven                                                                   | Custodial Teams Adelheide, Barme, Barnstorf, Delmenhorst, Dornum, Dünsen, Fritzlar, Hohenkirchen, Itzehoe, Kellinghusen, Nienburg, Rodenkirchen, Sögel, Varrelbusch, Wagenfeld, Wiesmoor sowie EU to US, Enroute to CONUS (1955) |
| APO 09069 Bremerhaven           | 09215 | 1         | Army         | Hamburg                                     | Hamburg (Aerial Mail Terminal)             | APO 215 vor 1966 für Bussac-la-Lande (Dordogne)                                                                             | |
| APO 09069 Bremerhaven           | 09216 | 1         | Army         | Helmstedt-Wobeck                            | Helmstedt-Wobeck                           | APO 216 vor 1966 für Metz (Moselle)                                                                                         | |
| APO 09069 Bremerhaven           | 09354 | 1         | Army         | Flensburg                                   | Von Briesen Kaserne                        | Nukleare Verwahrung | |
| APO 09069 Bremerhaven           | 09355 | 1         | Army         | Garlstedt                                   | Lucius Clay Kaserne                        | 1986 Austauschpunkt mit Bundespost: 2860 Osterholz-Scharmbeck                                                               | |
| APO 09072 Nörvenich             | 09072 | 1         | Air Force    | Kerpen                                      | Nörvenich Air Station                      | Nukleare Verwahrung. USAFE. 1986. WS3                                                                                       | |
| APO 09075 Burtonwood            | 09075 | 8         | Army         | Burtonwood (Lancashire, 1974 Cheshire) (UK) | Reserve Store Activity                     | Bis 1955 APO 124 | |
| APO 09082 Offenbach             | 09082 | 20        | Army         | Offenbach                                   | 228th AG Co (US Army Postal Group)         | Bieberer Straße. „Largest Army Post Office in the World“                                                                    | |
| APO 09082 Offenbach             | 09743 | 20        | Army         | Frankfurt                                   | Casual Mail Directory                      | 1960/1986 Austauschpunkt mit Bundespost: 6000 Frankfurt (Main), 1986 Frankfurt 3 für Briefsendungen, Frankfurt 4 für Pakete | |
| APO 09083 RAF Uxbridge          | 09083 | 8         | Air Force    | London (UK)                                 | RAF Uxbridge                               | | |
| APO 09085 Oslo                  | 09085 | 12        | Air Force    | Oslo (NO)                                   | American Embassy                           | | |
| APO 09085 Oslo                  | 09084 | 12        | Air Force    | Kolsas (NO)                                 | Kolsas Air Station                         | HQ AFNORTH | |
| APO 09085 Oslo                  | 09170 | 7         | Air Force    | Copenhagen (DA)                             | American Embassy                           | | |
| APO 09085 Oslo                  | 09870 | 7         | Air Force    | Karup (DA)                                  | NATO                                       | HQ BALTAP | |
| APO 09102 Heidelberg            | 09102 | 4         | Army         | Heidelberg                                  | Patton Barracks                            | HQ USAREUR und Seventh Army                                                                                                 | Custodial Team Philippsburg |
| APO 09102 Heidelberg            | 09007 | 4         | Army         | Heidelberg                                  | Römerstraße - Famila Center                | | |
| APO 09102 Heidelberg            | 09063 | 4         | Army         | Heidelberg                                  | Campbell Barracks                          | 1960/1986 Austauschpunkt mit Bundespost: 6900 Heidelberg (Heidelberg 1)                                                     | |
| APO 09102 Heidelberg            | 09081 | 4         | Army         | Schwetzingen                                | Tompkins Barracks                          | | |
| APO 09102 Heidelberg            | 09099 | 4         | Army         | Heidelberg                                  | Campbell Barracks                          | HQ CENTAG | |
| APO 09102 Heidelberg            | 09333 | 4         | Army         | Seckenheim                                  | Hammond Barracks                           | HQ AMF | Rhine River |
| APO 09102 Heidelberg            | 09403 | 4         | Army         | Heidelberg                                  | Campbell Barracks                          | | |
| APO 09104 Geilenkirchen         | 09104 | 1         | Air Force    | Geilenkirchen                               | Geilenkirchen Site                         | Custodial Team Pershing | |
| APO 09108 Munich                | 09108 | 30        | Army         | München                                     | Haidenauplatz 5A                           | | Dachau, Füssen |
| APO 09108 Munich                | 09029 | 30        | Army         | Berchtesgaden                               | Strub Kaserne                              | | |
| APO 09108 Munich                | 09050 | 30        | Army         | Bad Tölz                                    | Flint Kaserne                              | Vor 1950 HQ 1st Infantry Div (APO 1). APO 1 für Reggio Calabria                                                             | Lenggries |
| APO 09108 Munich                | 09053 | 30        | Army         | Garmisch                                    | Sheridan Barracks                          | | |
| APO 09108 Munich                | 09098 | 30        | Army         | Bad Aibling                                 | Bad Aibling Field Station                  | Station der Fernmelde- und elektronischen Aufklärung                                                                        | Murnau |
| APO 09108 Munich                | 09172 | 30        | Army         | Oberammergau                                | NATO School                                | | |
| APO 09108 Munich                | 09184 | 30        | Army         | München                                     | McGraw-Kaserne                             | 1960/1986 Austauschpunkt mit Bundespost: 8000 München (München 80, 1987 München 90)                                         | |
| APO 09108 Munich                | 09245 | 30        | Army         | München                                     | McGraw-Kaserne                             | | |
| APO 09108 Munich                | 09407 | 30        | Army         | München                                     | McGraw-Kaserne                             | | Deggendorf, Neubiberg |
| APO 09109 Hahn AB               | 09109 | 40        | Air Force    | Lautzenhausen                               | Hahn Air Base                              | Nukleare Verwahrung. USAFE. 1986. WS3                                                                                       | |
| APO 09109 Hahn AB               | 09122 | 40        | Air Force    | Lautzenhausen                               | Hahn Air Base                              | APO 122 vor 1966 für Verdun (Meuse)                                                                                         | |
| APO 09111 Bad Kreuznach         | 09111 | 40        | Army         | Bad Kreuznach                               | Rose Barracks                              | HQ 8th Infantry Division. Bis 1955 APO 42. 1960/1986 Austauschpunkt mit Bundespost: 6550 Bad Kreuznach                      | Finthen, Wackernheim |
| APO 09111 Bad Kreuznach         | 09110 | 40        | Army         | Dexheim                                     | Dexheim Military Community                 | | |
| APO 09111 Bad Kreuznach         | 09185 | 40        | Army         | Mainz                                       | Lee Barracks                               | | |
| APO 09111 Bad Kreuznach         | 09252 | 40        | Army         | Bad Kreuznach                               | Bad Kreuznach Hospital                     | | Bingen, Dichtelbach TAC Site |
| APO 09114 7th ATC               | 09114 | 30        | Army         | Grafenwöhr                                  | 65th AG Det (US Army Postal Group)         | HQ 7th ATC | Bayreuth |
| APO 09114 7th ATC               | 09112 | 30        | Army         | Sorghof (Vilseck)                           | Rose Barracks                              | Bis 1955 APO 112 für Augsburg                                                                                               | |
| APO 09114 7th ATC               | 09173 | 30        | Army         | Hohenfels                                   | Hohenfels                                  | | Custodial Team Hemau |
| APO 09114 7th ATC               | 09411 | 30        | Army         | Bindlach                                    | Christensen Barracks                       | | |
| APO 09114 7th ATC               | 09452 | 30        | Army         | Amberg                                      | Pond Barracks                              | | |
| APO 09120 RAF Wethersfield      | 09120 | 8         | Air Force    | Braintree (Essex) (UK)                      | RAF Wethersfield                           | | |
| APO 09121 Sonderstrom AB        | 09121 |           | Air Force    | Sonderstrom (GL)                            | Sonderstrom Air Base                       | | |
| APO 09123 Spangdahlem AB        | 09123 | 2         | Air Force    | Spangdahlem                                 | Spangdahlem Air Base                       | | Hontheim TAC Site |
| APO 09123 Spangdahlem AB        | 09126 | 2         | Air Force    | Spangdahlem                                 | Spangdahlem Air Base                       | | |
| APO 09125 RAF Fairford          | 09125 | 8         | Air Force    | Fairford (Gloucestershire) (UK)             | RAF Fairford                               | Vor 1955 APO 129 | EU to US, Enroute to CONUS (1955) |
| APO 09127 RAF Mildenhall        | 09127 | 8         | Air Force    | Mildenhall (Suffolk) (UK)                   | RAF Mildenhall                             | | |
| APO 09129 RAF Feltwell          | 09129 | 8         | Air Force    | Cranwich (Norfolk) (UK)                     | RAF Feltwell                               | Bis 1955 APO 179 (APO 129 für RAF Fairford). RAF Feltwell war Versorgungs- und Schulzentrum für Lakenheath und Mildenhall   | |
| APO 09130 Sembach AB            | 09130 | 40        | Air Force    | Sembach                                     | Sembach Air Base                           | | |
| APO 09130 Sembach AB            | 09136 | 40        | Air Force    | Sembach                                     | Sembach Air Base                           | | - |
| APO 09132 Bitburg AB            | 09132 | 2         | Air Force    | Bitburg                                     | Bitburg Air Base                           | 1960/1986 Austauschpunkt mit Bundespost: 5520 Bitburg (Eifel)                                                               | Balesfeld, Butzweiler, Hisel TAC Sites sowie Trier |
| APO 09133                       | 09133 | 18        | Army         | Sinop (TU)                                  | US Army Field Station                      | Station der Fernmelde- und elektronischen Aufklärung                                                                        | |
| APO 09150 RAF Greenham Common   | 09150 | 8         | Air Force    | Newbury (Berkshire) (UK)                    | RAF Greenham Common                        | Bis 1955 APO 167. Nukleare Verwahrung. USAFE. 1986. W-80 bombs. GLCM.                                                       | |
| APO 09150 RAF Greenham Common   | 09049 | 8         | Air Force    | Newbury (Berkshire) (UK)                    | RAF Greenham Common                        | | |
| APO 09150 RAF Greenham Common   | 09151 | 8         | Air Force    | London (UK)                                 | London (Aerial Mail Terminal)              | | |
| APO 09150 RAF Greenham Common   | 09659 | 8         | Air Force    | Fylingdales (Yorkshire) (UK)                | RAF Fylingdales                            | | |
| APO 09154 Stuttgart             | 09154 | 30        | Army         | Stuttgart                                   | Robinson Barracks                          | 1960/1986 Austauschpunkt mit Bundespost: 7000 Bad Cannstatt (Stuttgart 50)                                                  | Großsachsenheim, Kornwestheim, Pforzheim, Wurmberg TAC Sites |
| APO 09154 Stuttgart             | 09025 | 30        | Army         | Schwäbisch Hall                             | Dolan Barracks                             | | |
| APO 09154 Stuttgart             | 09046 | 30        | Army         | Böblingen                                   | Panzer Kaserne                             | | |
| APO 09154 Stuttgart             | 09061 | 30        | Army         | Nellingen                                   | Nellingen Barracks                         | | Esslingen, Kaufbeuren, Landsberg |
| APO 09154 Stuttgart             | 09107 | 30        | Army         | Möhringen                                   | Kelley Barracks                            | HQ VII Corps | |
| APO 09154 Stuttgart             | 09128 | 30        | Army         | Vaihingen                                   | Patch Barracks                             | HQ USEUCOM seit 1966. APO 128 vor 1966 für Paris                                                                            | |
| APO 09154 Stuttgart             | 09131 | 30        | Army         | Vaihingen                                   | Patch Barracks                             | 1960/1986 Austauschpunkt mit Bundespost: 7000 Stuttgart-Vaihingen (Stuttgart 80)                                            | |
| APO 09154 Stuttgart             | 09137 | 30        | Army         | Göppingen                                   | Cooke Barracks                             | | |
| APO 09154 Stuttgart             | 09160 | 30        | Army         | Nellingen                                   | Nellingen Barracks                         | | |
| APO 09154 Stuttgart             | 09176 | 30        | Army         | Heilbronn                                   | Wharton Barracks                           | | Dallau TAC Site, Neckarsulm, Siegelsbach |
| APO 09154 Stuttgart             | 09279 | 30        | Army         | Ludwigsburg                                 | Coffey Barracks                            | | |
| APO 09154 Stuttgart             | 09281 | 30        | Army         | Schwäbisch Gmünd                            | Hardt Kaserne                              | | |
| APO 09154 Stuttgart             | 09359 | 30        | Army         | Echterdingen                                | Stuttgart Air Field                        | | |
| APO 09154 Stuttgart             | 09454 | 30        | Army         | Göppingen                                   | Cooke Barracks                             | | |
| APO 09155 Monrovia              | 09155 |           | Army         | Monrovia (LI)                               | US-Mission Liberia                         | | |
| APO 09159 The Hague             | 09159 | 11        | Air Force    | The Hague (NL)                              | American Embassy                           | | Rotterdam (NL) Staging Area |
| APO 09161 Decimomannu AB        | 09161 | 10        | Air Force    | Decimomannu Sardinia (IT)                   | Decimomannu Air Base                       | | |
| APO 09161 Decimomannu AB        | 09002 | 10        | Air Force    | Mt Limbar Sardinia (IT)                     | Mt Limbar Air Station                      | Zentraler Fernmeldeknotenpunkt für das westliche Mittelmeer (Italien/Spanien)                                               | |
| APO 09164 Karlsruhe             | 09164 | 4         | Army         | Karlsruhe                                   | Neureut Kaserne                            | | Frohnmühle TAC Site |
| APO 09164 Karlsruhe             | 09095 | 40        | Army         | Germersheim                                 | Germersheim Sub Community                  | | |
| APO 09164 Karlsruhe             | 09351 | 4         | Army         | Ettlingen                                   | Rhineland Kaserne                          | | |
| APO 09164 Karlsruhe             | 09360 | 4         | Army         | Knielingen                                  | Gerszewski Barracks                        | | |
| APO 09165 Hanau                 | 09165 | 20        | Army         | Hanau                                       | Pioneer-Kaserne                            | | Custodial Team Kilianstädten |
| APO 09165 Hanau                 | 09162 | 20        | Army         | Aschaffenburg                               | Jagers Kaserne                             | | |
| APO 09165 Hanau                 | 09455 | 20        | Army         | Babenhausen                                 | Babenhausen Kaserne                        | | |
| APO 09169 Gießen                | 09169 | 20        | Army         | Gießen                                      | Pendleton Barracks                         | 1960/1986 Austauschpunkt mit Bundespost: 6300 Gießen, 3500 Kassel (nur 1960)                                                | Custodial Teams Herbornseelbach, Lipper Höhe, Treysa, Wetzlar |
| APO 09169 Gießen                | 09141 | 20        | Army         | Bad Hersfeld                                | McPheeters Barracks                        | | |
| APO 09169 Gießen                | 09143 | 20        | Army         | Gießen                                      | AAFES Warehouse                            | | |
| APO 09169 Gießen                | 09146 | 20        | Army         | Fulda                                       | Downs Barracks                             | 14th ACR | |
| APO 09169 Gießen                | 09807 | 20        | Army         | Gießen                                      | Motion Picture Service Installation        | | |
| APO 09175 Darmstadt             | 09175 | 20        | Army         | Darmstadt                                   | Cambrai-Fritsch                            | HQ 32d AAA Brigade | Münster bei Dieburg, Oberramstadt |
| APO 09175 Darmstadt             | 09211 | 20        | Army         | Darmstadt (Griesheim)                       | Stars & Stripes Kaserne                    | APO 211 vor 1966 für Braconne (Charente)                                                                                    | |
| APO 09175 Darmstadt             | 09353 | 5         | Army         | Wiesbaden                                   | Camp Pieri                                 | 1960/1986 Austauschpunkt mit Bundespost: 6200 Wiesbaden                                                                     | Eschborn |
| APO 09175 Darmstadt             | 09358 | 5         | Army         | Wiesbaden                                   | Wiesbaden Air Base                         | | |
| APO 09175 Darmstadt             | 09457 | 5         | Army         | Wiesbaden                                   | Wiesbaden Air Base                         | | |
| APO 09175 Darmstadt             | 09666 | 5         | Army         | Mainz-Kastel                                | Mainz-Kastel Kaserne                       | | |
| APO 09178 Augsburg              | 09178 | 30        | Army         | Augsburg                                    | Reese Barracks                             | | Custodial Teams Landsberg, Lechfeld sowie Füssen, Gablingen, Sonthofen |
| APO 09178 Augsburg              | 09035 | 30        | Army         | Neu-Ulm                                     | Wiley Barracks                             | | Custodial Teams Günzburg, Leipheim, Memmingen, Pfullendorf sowie Ulm |
| APO 09178 Augsburg              | 09458 | 30        | Army         | Augsburg                                    | Sheridan-Kaserne                           | | |
| APO 09179 RAF Lakenheath        | 09179 | 8         | Air Force    | Brandon (Suffolk) (UK)                      | RAF Lakenheath                             | Nukleare Verwahrung. USAFE. 1986. WS3                                                                                       | |
| APO 09179 RAF Lakenheath        | 09048 | 8         | Air Force    | Fakenham (Norfolk) (UK)                     | RAF Sculthorpe                             | Bis 1955 APO 22 | |
| APO 09188 Florennes AB          | 09188 | 6         | Air Force    | Florennes (BE)                              | Florennes AB                               | Nukleare Verwahrung. USAFE. 1986. W-80 bombs. GLCM.                                                                         | |
| APO 09189 Pirmasens             | 09189 | 40        | Army         | Pirmasens                                   | Husterhöh-Kaserne                          | | Landau, Salzwoog TAC Sites, Münchweiler Army Hospital, Clausen Prestock Point 59 |
| APO 09189 Pirmasens             | 09052 | 40        | Army         | Zweibrücken                                 | Kreuzburg Kaserne                          | | |
| APO 09189 Pirmasens             | 09138 | 40        | Army         | Pirmasens                                   | Husterhöh-Kaserne                          | | |
| APO 09189 Pirmasens             | 09144 | 40        | Army         | Fischbach                                   | Fischbach Kaserne                          | | |
| APO 09189 Pirmasens             | 09872 | 40        | Army         | Zweibrücken                                 | Zweibrücken                                | | Oberauerbach TAC Site |
| APO 09193 RAF Chicksands        | 09193 | 8         | Air Force    | Shefford (Bedfordshire) (UK)                | RAF Chicksands                             | | |
| APO 09194 RAF Upper Heyford     | 09194 | 8         | Air Force    | Bicester (Oxfordshire) (UK)                 | RAF Upper Heyford                          | Nukleare Verwahrung. USAFE. 1986. WS3                                                                                       | |
| APO 09194 RAF Upper Heyford     | 09198 | 8         | Air Force    | Cheltenham (Gloucestershire) (UK)           | RAF Little Rissington                      | | |
| APO 09210 Menwith Hill          | 09210 | 8         | Air Force    | Harrogate (Yorkshire) (UK)                  | Menwith Hill Field Station                 | Station der Fernmelde- und elektronischen Aufklärung                                                                        | |
| APO 09221 Vicenza               | 09221 | 10        | Army         | Vicenza (IT)                                | Caserma Ederle                             | HQ SETAF | Custodial Teams Conselve (IT), Chioggia (IT), Bovolone (IT), Zelo (IT), Monte Calvarina (IT), Sciaves (IT) |
| APO 09221 Vicenza               | 09168 | 10        | Army         | Vicenza (IT)                                | Caserma Ederle                             | Custodial Team | |
| APO 09221 Vicenza               | 09453 | 10        | Army         | Verona (IT)                                 | NATO Land South                            | | |
| APO 09223 Athens                | 09223 | 17        | Air Force    | Athens (GR)                                 | Hellenikon Air Base                        | Athenai AB | |
| APO 09223 Athens                | 09253 | 17        | Air Force    | Athens (GR)                                 | Hellenikon Air Base (Aerial Mail Terminal) | APO 253 vorher Elefsis (GR)                                                                                                 | |
| APO 09223 Athens                | 09255 | 17        | Air Force    | Athens (GR)                                 | American Embassy                           | APO 255 bis 1966 Bordeaux (Gironde)                                                                                         | |
| APO 09223 Athens                | 09256 | 17        | Air Force    | Elefsis (GR)                                | 558th Field Artillery Group                | APO 256 bis 1966 Chinon (Indre-et-Loire)                                                                                    | |
| APO 09223 Athens                | 09690 | 17        | Air Force    | Araxos (GR)                                 | Araxos Installation                        | Nukleare Verwahrung. USAFE. 1986. WS3                                                                                       | |
| APO 09224 Izmir                 | 09224 | 18        | Air Force    | Izmir (TU)                                  | Izmir Air Station                          | | |
| APO 09224 Izmir                 | 09040 | 18        | Air Force    | Balikesir (TU)                              | Balikesir Site                             | Nukleare Verwahrung. USAFE. 1986. WS3                                                                                       | |
| APO 09224 Izmir                 | 09118 | 18        | Air Force    | Izmir (TU)                                  | Izmir                                      | | |
| APO 09227 Kaiserslautern        | 09227 | 40        | Army         | Kaiserslautern                              | Equipment Supply Center                    | HQ 21st Support Command | Einsiedlerhof, Kirchheimbolanden, Kriegsfeld, Lohnsfeld, Rockenhausen, Grünstadt, Vogelweh |
| APO 09227 Kaiserslautern        | 09054 | 40        | Army         | Kaiserslautern                              | Daenner Kaserne                            | | |
| APO 09227 Kaiserslautern        | 09059 | 40        | Army         | Miesau                                      | Miesau Army Depot                          | | |
| APO 09227 Kaiserslautern        | 09067 | 40        | Army         | Kaiserslautern                              | Kaiserslautern                             | | |
| APO 09227 Kaiserslautern        | 09180 | 40        | Army         | Landstuhl                                   | Landstuhl Medical Center                   | | |
| APO 09227 Kaiserslautern        | 09186 | 40        | Army         | Kaiserslautern                              | Postal Finance & Supply Office             | 1960/1986 Austauschpunkt mit Bundespost: 6750 Kaiserslautern                                                                | |
| APO 09227 Kaiserslautern        | 09229 | 40        | Army         | Kaiserslautern                              | AAFES Central Credit Payment               | | |
| APO 09227 Kaiserslautern        | 09325 | 40        | Army         | Kaiserslautern                              | Panzer Kaserne                             | | |
| APO 09236 RAF Alconbury         | 09236 | 8         | Air Force    | Alconbury (Cambridgeshire) (UK)             | RAF Alconbury                              | Nukleare Verwahrung. USAFE. 1986. WS3                                                                                       | |
| APO 09238 RAF Molesworth        | 09238 | 8         | Air Force    | Huntingdon (Cambridgeshire) (UK)            | RAF Molesworth                             | Tri-Base Area RAF Alconbury, Molesworth, Upwood                                                                             | Chelveston |
| APO 09240 Brindisi              | 09240 | 10        | Air Force    | Brindisi (IT)                               | San Vito dei Normanni AS                   | | |
| APO 09240 Brindisi              | 09001 | 10        | Air Force    | Reggio Calabria (IT)                        | Mt Nordello Installation                   | Relaisstation nach Sizilien (Sigonella Air Base) und Libyen (Wheelus Field). Bis 1950 APO 1 für Bad Tölz (APO 50)           | |
| APO 09241 High Wycombe AS       | 09241 | 8         | Air Force    | High Wycombe (Buckinghamshire) (UK)         | High Wycombe Air Station                   | HQ Strike Command (RAF). Bis 1955 APO 541 für RAF West Ruislip (APO 553)                                                    | |
| APO 09243 RAF Kemble            | 09243 | 8         | Air Force    | Cirencester (Gloucestershire) (UK)          | RAF Kemble                                 | | |
| APO 09254 Ankara AS             | 09254 | 18        | Air Force    | Ankara (TU)                                 | Ankara Air Station                         | | Custodial Team Erzincan |
| APO 09254 Ankara AS             | 09338 | 18        | Air Force    | Eskisehir (TU)                              | Eskisehir Site                             | Nukleare Verwahrung. USAFE. 1986. WS3                                                                                       | |
| APO 09283 Madrid                | 09283 | 14        | Air Force    | Madrid (SP)                                 | Torrejon Air Base                          | | |
| APO 09283 Madrid                | 09282 | 14        | Air Force    | Moron (SP)                                  | Moron Air Base                             | | |
| APO 09283 Madrid                | 09401 | 14        | Air Force    | Madrid (SP)                                 | Torrejon Air Base (Aerial Mail Terminal)   | | |
| APO 09284 Rabat                 | 09284 |           | Air Force    | Rabat (MO)                                  | American Embassy                           | | |
| APO 09285 Madrid                | 09285 | 14        | Air Force    | Madrid (SP)                                 | American Embassy                           | | |
| APO 09286 Zaragoza AB           | 09286 | 14        | Air Force    | Zaragoza (SP)                               | Zaragoza Air Base                          | | - |
| APO 09289 Incirlik AB           | 09289 | 18        | Air Force    | Adana (TU)                                  | Incirlik Air Base                          | | |
| APO 09289 Incirlik AB           | 09051 | 18        | Air Force    | Malatya (TU)                                | Malatya Site                               | | |
| APO 09289 Incirlik AB           | 09117 | 18        | Air Force    | Erzurum (TU)                                | Erzurum Site                               | Custodial Team NIKE | |
| APO 09291 Iraklion AS           | 09291 | 17        | Air Force    | Iraklion Crete (GR)                         | Iraklion Air Station                       | | |
| APO 09292 Soesterberg           | 09292 | 11        | Air Force    | Soesterberg (NL)                            | Camp New Amsterdam                         | | Custodial Teams Steenwijk (NL), t'Harde (NL) sowie Zeebrugge (BE) |
| APO 09293 Aviano AB             | 09293 | 10        | Air Force    | Aviano (IT)                                 | Aviano Air Base                            | Nukleare Verwahrung. USAFE. 1986. WS3                                                                                       | Custodial Teams Ceggia (IT), Catron (IT), Cordovado (IT), Oderzo (IT), Portogruaro (IT), Codogne (IT) |
| APO 09293 Aviano AB             | 09232 | 10        | Air Force    | Ghedi (IT)                                  | Ghedi Air Base                             | Nukleare Verwahrung. USAFE. 1986. WS3                                                                                       | |
| APO 09293 Aviano AB             | 09670 | 10        | Air Force    | Rimini (IT)                                 | Rimini Air Station                         | Nukleare Verwahrung. USAFE. 1986. WS3. APO 670 vorher Ravenna (IT)                                                          | |
| APO 09294 Pirincilik AB         | 09294 | 18        | Air Force    | Diyarbakir (TU)                             | Pirincilik Air Base                        | | |
| APO 09305 Neubrücke             | 09305 | 40        | Air Force    | Neubrücke                                   | Neubrücke Kaserne                          | APO 305 bis 1956 Straubing (Air Force)                                                                                      | |
| APO 09321 Kalkar AS             | 09321 | 1         | Air Force    | Kalkar                                      | Kalkar Air Station                         | | |
| APO 09326 Ansbach               | 09326 | 30        | Army         | Ansbach                                     | Hindenburg-Kaserne                         | HQ 1st Armored Division | |
| APO 09326 Ansbach               | 09140 | 30        | Army         | Illesheim                                   | Storck Barracks                            | | |
| APO 09326 Ansbach               | 09177 | 30        | Army         | Ansbach                                     | Barton Barracks                            | | |
| APO 09326 Ansbach               | 09250 | 30        | Army         | Katterbach                                  | Katterbach Kaserne                         | | |
| APO 09326 Ansbach               | 09751 | 30        | Army         | Crailsheim                                  | McKee Barracks                             | | |
| APO 09378 RAF Croughton         | 09378 | 8         | Air Force    | Croughton (Northamptonshire) (UK)           | RAF Croughton                              | | |
| APO 09380 Istanbul              | 09380 | 18        | Air Force    | Istanbul (TU)                               | Istanbul (Aerial Mail Terminal)            | vorher APO 380 Corlu (TU)                                                                                                   | Custodial Teams Corlu (TU), Cakmakli (TU), Ortakoy (TU) |
| APO 09406 Lajes Field           | 09406 |           | Air Force    | Terceira Azores (PO)                        | Lajes Field                                | | |
| APO 09406 Lajes Field           | 09405 | 8         | Air Force    | Woodbridge (Suffolk) (UK)                   | RAF Woodbridge                             | Military Airlift Command | |
| FPO 09510 London                | 09510 | 8         | Navy         | London (UK)                                 | Naval Activity                             | North Sea District | |
| FPO 09510 London                | 09509 | 8         | Navy         | London (UK)                                 | American Embassy                           | | |
| FPO 09510 London                | 09553 | 8         | Navy         | London (UK)                                 | RAF West Ruislip                           | | |
| FPO Navy                        | 09511 | 8         | Navy         | St Mawgan (Cornwall) (UK)                   | Naval Weapons Facility                     | | |
| FPO Navy                        | 09514 | 8         | Navy         | Holy Loch (Scotland) (UK)                   | Naval Support Activity                     | | |
| FPO Navy                        | 09515 | 8         | Navy         | Machrihanish (Scotland) (UK)                | Naval Weapons Facility Det                 | | |
| FPO Navy                        | 09516 | 8         | Navy         | Thurso (Scotland) (UK)                      | Naval Communication Station                | | |
| FPO Navy                        | 09518 | 8         | Navy         | Edzell (Scotland) (UK)                      | Naval Security Group Activity              | | |
| FPO Navy                        | 09519 | 8         | Navy         | Brawdy (Wales) (UK)                         | Naval Facility                             | | |
| FPO 09521 Naples                | 09521 | 10        | Navy         | Naples (IT)                                 | Naval Support Activity                     | | |
| FPO 09521 Naples                | 09520 | 10        | Navy         | Naples Capodichino (IT)                     | Naval Support Activity                     | APO 520 vorher Avellino (IT)                                                                                                | |
| FPO 09521 Naples                | 09524 | 10        | Navy         | Naples (IT)                                 | Naval Support Activity Det (AFSOUTH)       | | |
| FPO 09521 Naples                | 09554 | 10        | Navy         | Naples (IT)                                 | US Naval Medicine                          | | |
| FPO Navy                        | 09522 | 10        | Navy         | Gaeta (IT)                                  | Naval Support Activity Det                 | | |
| FPO Navy                        | 09523 | 10        | Navy         | Sigonella Sicily (IT)                       | Naval Air Station                          | | |
| FPO Navy                        | 09525 | 17        | Navy         | Nea Makri (GR)                              | Naval Communication Station                | | |
| FPO Navy                        | 09526 | 19        | Navy         | Jufair Bahrain (BH)                         | Administration Support Unit                | | |
| FPO Navy                        | 09542 | 19        | Navy         | Jufair Bahrain (BH)                         | Holiday Mail                               | | |
| FPO Navy                        | 09527 | 19        | Navy         | Cairo (EG)                                  | Naval Medical Research Unit 3              | | |
| FPO Navy                        | 09528 | 17        | Navy         | Souda Bay Crete (GR)                        | Naval Support Activity                     | | |
| FPO Navy                        | 09530 | 19        | Navy         | Nicosia (CY)                                | USDAO                                      | | |
| FPO Navy                        | 09533 | 10        | Navy         | La Maddalena (IT)                           | Naval Support Office                       | | |
| FPO 09540 Rota                  | 09540 | 14        | Navy         | Rota (SP)                                   | Naval Station                              | | |
| FPO 09540 Rota                  | 09539 | 14        | Navy         | Rota (SP)                                   | Naval Communication Station                | | |
| FPO 09540 Rota                  | 09541 | 14        | Navy         | Cartagena (SP)                              | Naval Station Detachment                   | | |
| FPO 09560 Bermuda               | 09560 |           | Navy         | Bermuda (BD)                                | Naval Air Station                          | | |
| FPO 09571 Keflavik              | 09571 |           | Navy         | Keflavik (IC)                               | Naval Station                              | | |
| FPO 09571 Keflavik              | 09572 |           | Navy         | Hofn (IC)                                   | Commander 667th ACWS                       | | |
| FPO 09571 Keflavik              | 09673 |           | Air Force    | Keflavik (IC)                               | AFI Keflavik                               | | |
| FPO 09593 Guantanamo Bay        | 09593 |           | Navy         | Guantanamo Bay Cuba (CU)                    | Naval Station                              | | |
| FPO 09593 Guantanamo Bay        | 09508 |           | Navy         | Guantanamo Bay Cuba (CU)                    | Naval Air Station                          | | |
| FPO Navy                        | 09596 |           | Marine Corps | Guantanamo Bay Cuba (CU)                    | Marine Barracks                            | | |
| FPO Navy                        | 09597 |           | Navy         | Argentia Newfoundland (CA)                  | Naval Facility                             | | |
| FPO Navy                        | 09598 |           | Navy         | Shelburne Nova Scotia (CA)                  | Navy Liaison Office                        | | |
| APO 09607 RAF Welford           | 09607 | 8         | Air Force    | Newbury (Berkshire) (UK)                    | RAF Welford                                | | |
| APO 09611 Tempelhof AB          | 09611 | 50        | Air Force    | Berlin                                      | Tempelhof Air Base                         | | |
| APO 09616 Dharan                | 09616 | 19        | Air Force    | Dharan (SA)                                 | 4401 Air Postal Squadron Det 1             | | |
| APO 09616 Dharan                | 09030 |           | Air Force    | Mahe (SE)                                   | American Embassy                           | | |
| APO 09616 Dharan                | 09152 | 19        | Air Force    | Dharan (SA)                                 | Dharan (Aerial Mail Terminal)              | | |
| APO 09616 Dharan                | 09298 | 19        | Air Force    | Al-Jubail (SA)                              | Al-Jubail                                  | | |
| APO 09616 Dharan                | 09614 |           | Air Force    | Islamabad (PK)                              | American Embassy                           | | |
| APO 09616 Dharan                | 09668 |           | Air Force    | Khartoum (SU)                               | American Embassy                           | | |
| APO 09616 Dharan                | 09675 |           | Air Force    | Nairobi (KE)                                | American Embassy                           | | |
| APO 09616 Dharan                | 09691 | 19        | Air Force    | Tabuk (SA)                                  | Tabuk                                      | | |
| APO 09616 Dharan                | 09892 | 19        | Air Force    | Amman (JO)                                  | American Embassy                           | | |
| APO 09633 Lindsey AS            | 09633 | 5         | Air Force    | Wiesbaden                                   | Lindsey Air Station                        | | Custodial Team Montabaur |
| APO 09633 Lindsey AS            | 09220 | 5         | Air Force    | Wiesbaden                                   | USAF Hospital Wiesbaden                    | | |
| APO 09633 Lindsey AS            | 09634 | 5         | Air Force    | Wiesbaden                                   | Lindsey Air Station                        | | |
| APO 09633 Lindsey AS            | 09664 |           | Air Force    | Helsinki (FI)                               | American Embassy                           | | |
| APO 09667 Brussels              | 09667 | 6         | Air Force    | Brussels City (BE)                          | NATO                                       | | Custodial Team Kleine Brogel (BE) sowie Antwerpen (BE) und Brussels (BE) Dependents School |
| APO 09667 Brussels              | 09153 | 6         | Air Force    | Brussels City (BE)                          | Brussels (Aerial Mail Terminal)            | | |
| APO 09667 Brussels              | 09662 |           | Army         | Kinshasa (CG)                               | US-Mission Zaire                           | | |
| APO 09669 Hessisch Oldendorf AS | 09669 | 1         | Air Force    | Hessisch Oldendorf                          | Hessisch Oldendorf AS                      | | |
| APO 09672 Tel Aviv              | 09672 | 19        | Air Force    | Tel Aviv (IS)                               | American Embassy                           | | |
| APO 09677 El Gorah              | 09677 | 19        | Army         | El Gorah (EG)                               | North Sight                                | | |
| APO 09678 Lisbon                | 09678 |           | Air Force    | Lisbon (PO)                                 | American Embassy                           | | |
| APO 09679 Sharm El Sheik        | 09679 | 19        | Army         | Sharm El Sheik (EG)                         | South Sight                                | | |
| APO 09692 Prüm AS               | 09692 | 2         | Air Force    | Prüm                                        | Prüm Air Station                           | | |
| APO 09693 Thessaloniki          | 09693 | 17        | Air Force    | Thessaloniki (GR)                           | American Consulate General                 | | Custodial Teams Argyroupolis (GR), Perivolaki (GR), Yiannitsa (GR) |
| APO 09694 Comiso AB             | 09694 | 10        | Air Force    | Comiso Sicily (IT)                          | Comiso Air Base                            | Nukleare Verwahrung. USAFE. 1986. WS3                                                                                       | |
| APO 09695 Büchel AB             | 09695 | 2         | Air Force    | Büchel                                      | Büchel Air Base                            | Nukleare Verwahrung. USAFE. 1986. WS3                                                                                       | |
| APO 09696 Fürth                 | 09696 | 30        | Army         | Fürth                                       | Johnson Barracks                           | 1964/1986 Austauschpunkt mit Bundespost: 8510 Fürth (Bayern) - Fürth 2                                                      | Coburg |
| APO 09696 Fürth                 | 09066 | 30        | Army         | Erlangen                                    | Ferris Barracks                            | | |
| APO 09696 Fürth                 | 09068 | 30        | Army         | Fürth                                       | Monteith Barracks                          | | |
| APO 09696 Fürth                 | 09070 | 30        | Army         | Zirndorf                                    | Pinder Barracks                            | | |
| APO 09696 Fürth                 | 09092 | 30        | Army         | Nürnberg                                    | Feucht Army Airfield                       | | |
| APO 09696 Fürth                 | 09093 | 30        | Army         | Nürnberg                                    | Merrell Barracks                           | 2d ACR. 1960 Austauschpunkt mit Bundespost: 8500 Nürnberg                                                                   | |
| APO 09696 Fürth                 | 09105 | 30        | Army         | Nürnberg                                    | USA Hosp Nürnberg                          | | |
| APO 09696 Fürth                 | 09139 | 30        | Army         | Bamberg                                     | Warner Barracks                            | | |
| APO 09696 Fürth                 | 09142 | 30        | Army         | Schwabach                                   | O’Brien Barracks                           | | |
| APO 09696 Fürth                 | 09352 | 30        | Army         | Herzogenaurach                              | Herzo Base                                 | | |
| APO 09697 Jeddah                | 09697 | 19        | Air Force    | Jeddah (SA)                                 | 4401 Air Postal Squadron Det 1 OLAC        | | |
| APO 09702 Schweinfurt           | 09702 | 20        | Army         | Schweinfurt                                 | Conn Barracks                              | | |
| APO 09702 Schweinfurt           | 09026 | 20        | Army         | Wildflecken                                 | Wildflecken Training Area                  | | |
| APO 09702 Schweinfurt           | 09033 | 20        | Army         | Schweinfurt                                 | Ledward Barracks                           | | |
| APO 09702 Schweinfurt           | 09330 | 20        | Army         | Bad Kissingen                               | Daley Barracks                             | | |
| APO 09712 Rheinberg             | 09712 | 1         | Army         | Rheinberg                                   | Reichel Building                           | | |
| APO 09712 Rheinberg             | 09078 | 1         | Army         | Münster-Handorf                             | Simpson Kaserne                            | | Custodial Teams Dülmen, Hemer, Paderborn, Sennelager, Soest-Büecke, Vörden, Werl, Wesel sowie Dependents Schools Greven, Schledehausen                                                                                           |
| APO 09712 Rheinberg             | 09103 | 1         | Army         | Rheindahlen                                 | JHQ                                        | HQs NORTHAG, 2ATAF | |
| APO 09712 Rheinberg             | 09171 | 1         | Army         | Münster (Westfalen)                         | Münster                                    | | Custodial Team Büren sowie Kassel |
| APO 09712 Rheinberg             | 09711 | 1         | Army         | Düsseldorf                                  | American Consulate                         | | |
| APO 09742 Berlin                | 09742 | 50        | Army         | Berlin                                      | Berlin Brigade Compound                    | | Helmstedt, Potsdam |
| APO 09755 RAF Bentwaters        | 09755 | 8         | Air Force    | Woodbridge (Suffolk) (UK)                   | RAF Bentwaters                             | Nukleare Verwahrung. USAFE. 1986. WS3                                                                                       | |
| APO 09757 Gibbs                 | 09757 | 20        | Army         | Frankfurt                                   | Gibbs Kaserne                              | HQ V Corps | |
| APO 09757 Gibbs                 | 09079 | 20        | Army         | Frankfurt                                   | Abrams Building                            | | |
| APO 09757 Gibbs                 | 09213 | 20        | Army         | Frankfurt                                   | American Consulate                         | APO 213 vor 1966 für Captieux (Gironde)                                                                                     | |
| APO 09757 Gibbs                 | 09451 | 20        | Army         | Oberursel                                   | Camp King                                  | | |
| APO 09757 Gibbs                 | 09710 | 20        | Army         | Frankfurt                                   | US Military Community Activity Frankfurt   | | |
| APO 09794 Rome                  | 09794 | 10        | Air Force    | Rome (IT)                                   | American Embassy                           | | |
| APO 09860 Zweibrücken AB        | 09860 | 40        | Air Force    | Zweibrücken                                 | Zweibrücken AB                             | | |
| APO 28542 (USA)                 | 09502 |           | Marine Corps | Camp Lejeune NC (US)                        | Mobile Units (USMC)                        | | |

## Bis 1966 aufgelassene oder verlegte Feldpostämter
| Gebiet                            | APO    | Area Code | TSK       | Standort                                    | Militäreinrichtung            | Bemerkungen |
| --------------------------------- | ------ | --------- | --------- | ------------------------------------------- | ----------------------------- | --- |
| British Zone of Germany           | 09513  | 1         | Navy      | Todendorf                                   | Anti-Aircraft Range           | 1957 an Bundeswehr übergeben |
| Wiesbaden Area Command            | 09683  | 5         | Air Force | Wiesbaden                                   | Wiesbaden Military Post       | 1955 |
| England                           | 09022  | 8         | Air Force | Blakeney (Norfolk) (UK)                     | RAF Langham                   | 1955 |
| England                           | 09022  | 8         | Air Force | Fakenham (Norfolk) (UK)                     | RAF Sculthorpe                | 1955 →APO 48 |
| England                           | 09124  | 8         | Army      | Burtonwood (Lancashire, 1974 Cheshire) (UK) | Reserve Store Activity        | 1955. → APO 75 |
| England                           | 09125  | 8         | Army      | Bushy Park (Middlesex) (UK)                 | HQ 32d AAA Brigade            | 1957 Verlegung nach Kaiserslautern, dann Darmstadt (APO 175)                                                                                         |
| England                           | 09129  | 8         | Air Force | Fairford (Gloucestershire) (UK)             | RAF Fairford                  | Nach 1955 APO 125 (APO 129 an RAF Feltwell) |
| England                           | 09147  | 8         | Army      | Gloucester (Gloucestershire) (UK)           |                               | 1955 |
| England                           | 09147  | 8         | Air Force | Brize Norton (Oxfordshire) (UK)             | RAF Brize Norton              | 1955 |
| England                           | 09167  | 8         | Air Force | Newbury (Berkshire) (UK)                    | RAF Greenham Common           | 1955. →APO 150 |
| England                           | 09190  | 8         | Air Force | Huntingdon (Cambridgeshire) (UK)            | RAF Molesworth                | 1955. → APO 238 |
| England                           | 09197  | 8         | Air Force | West Drayton (Middlesex) (UK)               | RAF West Drayton              | 1955 |
| England                           | 09198  | 8         | Air Force | Manston (Kent) (UK)                         | RAF Manston                   | 1955 |
| England                           | 09199  | 8         | Air Force | Shaftesbury (Dorset) (UK)                   | Shaftesbury Military Hospital | 1955 |
| England                           | 09202  | 8         | Air Force | Prestwick (Ayrshire, Scotland) (UK)         | Prestwick Ferry Port          | 1955 |
| England                           | 09212  | 8         | Air Force | East Kirkby (Lincolnshire) (UK)             | RAF East Kirkby               | 1955 |
| England                           | 09241  | 8         | Air Force | London (UK)                                 | RAF West Ruislip              | 1955 → APO 553 (APO 241 an High Wycombe) |
| England                           | 09243  | 8         | Air Force | Chelveston (Northamptonshire) (UK)          | RAF Chelveston                | 1955 → APO 238 |
| England                           | 09243  | 8         | Air Force | Cranage (Cheshire) (UK)                     | RAF Cranage                   | 1955 |
| England                           | 09501  | 8         | Navy      | London (UK)                                 |                               | |
| England                           | 09581  | 8         | Navy      | London (UK)                                 |                               | |
| Italy                             | 09251  | 10        | Air Force | Aviano (IT)                                 | Air Base                      | APO 251 später geschlossen (Aviano APO 293) |
| Italy                             | 09520  | 10        |           | Avellino (IT)                               |                               | |
| Italy                             | 09670  | 10        | Air Force | Ravenna (IT)                                |                               | APO 670 später für Rimini (IT) |
| Greece                            | 09253  | 17        | Air Force | Elefsis (GR)                                | Hellenic Base                 | Custodial Team. APO 253 → Athens |
| Greece                            | 09544  | 17        |           | Kenitra (GR)                                |                               | |
| Turkey                            | 09324  | 18        |           | Izmir (TU)                                  | Kosekoy                       | Custodial Team NIKE |
| Turkey                            | 09324  | 18        |           | Karamursel (TU)                             |                               | |
| Middle East                       | 09205  | 19        |           | Teheran (IR)                                |                               | |
| Middle East                       | 09281  | 19        |           | Wheelus (Libya)                             | Wheelus Field                 | |
| Middle East                       | 09319  | 19        |           | Addis Ababa (ET)                            |                               | |
| Northern Area Command             | 09062  | 20        | Air Force | Bad Kissingen                               | Air Base                      | 1951 Verlegung nach Wiesbaden, APO geschlossen |
| Northern Area Command             | 09062  | 20        | Air Force | Schweinfurt                                 | Air Base                      | 1951 Übergabe an USAREUR, APO geschlossen |
| Northern Area Command             | 09171  | 20        | Army      | Lohfelden                                   |                               | 1956 Schließung |
| Northern Area Command             | 09800  | 20        | Army      | Hammelburg                                  |                               | 1956 Übergabe an Bundeswehr |
| Northern Area Command             | 09800  | 20        | Army      | Bad Mergentheim                             |                               | 1956 Übergabe an Bundeswehr |
| Northern Area Command             | 09807  | 20        | Army      | Bad Nauheim                                 |                               | HQ Continental Base Section |
| Southern Area Command             | 09001  | 30        | Army      | Bad Tölz                                    | HQ 1st Infantry Division      | 1950 → APO 108. APO 001 für Reggio Calabria |
| Southern Area Command             | 09061  | 30        | Air Force | Landsberg                                   | Air Base                      | 1957 Übergabe an Bundeswehr und APO 61 → Nellingen                                                                                                   |
| Southern Area Command             | 09112  | 30        | Army      | Augsburg                                    |                               | → 1955 APO 112 für Sorghof (Vilseck) |
| Southern Area Command             | 09131  | 30        | Air Force | Neubiberg                                   | Air Base                      | 1957 Übergabe an Bundeswehr und APO 131 → Vaihingen (Patch Barracks)                                                                                 |
| Southern Area Command             | 09203  | 30        | Air Force | Oberpfaffenhofen                            | Air Base                      | 1954 Air Base geschlossen und APO 203 → St.-Nazaire                                                                                                  |
| Southern Area Command             | 09207  | 30        | Air Force | Erding                                      | Air Base                      | 1956 Übergabe an Bundeswehr, APO geschlossen |
| Southern Area Command             | 09208  | 30        | Air Force | Fürstenfeldbruck                            | Air Base                      | 1956 Übergabe an Bundeswehr, APO geschlossen |
| Southern Area Command             | 09225  | 30        | Army      | Regensburg                                  |                               | Bis 1956 eigenes Leitpostamt APO 225, danach APO 114                                                                                                 |
| Southern Area Command             | 09225  | 30        | Army      | Landshut                                    |                               | 1956 Übergabe an Bundeswehr |
| Southern Area Command             | 09305  | 30        | Air Force | Straubing                                   | Air Base                      | 6th ACR. 1956 Übergabe an Bundeswehr, APO 305 → Neubrücke (Air Force)                                                                                |
| Western Area Command              | 09042  | 40        | Army      | Bad Kreuznach                               | Rose Barracks                 | APO auch für Dexheim. 1955 → APO 111 |
| Western Area Command              | 09065  | 40        | Air Force | Landstuhl                                   | Landstuhl Air Base            | umbenannt in Ramstein Air Base |
| Enroute to CONUS                  | 09125  | 65        |           | EU to US                                    |                               | 1955. Enroute to CONUS |
| Orléans Installation USAREUR COMZ | 09058  | 71        | Army      | Orléans (Loiret)                            | HQ USACOMZEUR                 | APO auch für La Chapelle (Loiret). 1966 Verlegung nach Worms                                                                                         |
| Base Section USAREUR COMZ         | 09010  | 72        | Air Force | Châteauroux (Indre)                         | Châteauroux Air Depot         | 1955. 1966 Schließung. |
| Base Section USAREUR COMZ         | 09016  | 72        | Air Force | Nouasseur (French Morocco)                  | Nouasseur Air Base            | 1955. 1959/1963 Schließung |
| Base Section USAREUR COMZ         | 09021  | 72        | Army      | La Rochelle (Charente-Maritime)             | HQ Base Section COMZ          | APO auch für Laleu (Charente-Maritime), La Gord (Charente). 1966 Schließung.                                                                         |
| Base Section USAREUR COMZ         | 090030 | 72        | Air Force | Bordeaux (Gironde)                          | Bordeaux-Mérignac Air Base    | 1955. 1957 Schließung |
| Base Section USAREUR COMZ         | 09044  | 72        | Army      | Poitiers (Vienne)                           | Militärhospital               | 1966 Schließung |
| Base Section USAREUR COMZ         | 09084  | 72        | Air Force | Dreux (Eure-et-Loir)                        | Dreux Air Base                | 1955. 1966 Schließung |
| Base Section USAREUR COMZ         | 09113  | 72        | Air Force | Ben Guerir (French Morocco)                 | Ben Guerir Air Base           | 1955. 1963 Schließung |
| Base Section USAREUR COMZ         | 09117  | 72        | Air Force | Sidi Slimane (French Morocco)               | Sidi Slimane Air Base         | 1955. 1963 Schließung |
| Base Section USAREUR COMZ         | 09203  | 72        | Air Force | St.-Nazaire (Loire-Atlantique)              | Air Depot                     | Bis 1954 APO 203 für Oberpfaffenhofen Air Depot. 1966 Schließung                                                                                     |
| Base Section USAREUR COMZ         | 09211  | 72        | Army      | Braconne (Charente)                         | Versorgungsdepot              | 1966 Schließung. APO 211 → Darmstadt (Griesheim) |
| Base Section USAREUR COMZ         | 09213  | 72        | Army      | Captieux (Gironde)                          | Mun Depot                     | 1966 Schließung |
| Base Section USAREUR COMZ         | 09215  | 72        | Army      | Bussac-la-Lande (Dordogne)                  | QM POL Depot                  | 1955 Army Post. Auch für St.-Sulpice (Vienne). 1966 Schließung                                                                                       |
| Base Section USAREUR COMZ         | 09217  | 72        | Army      | Rochefort (Charente-Maritime)               | MatDepot                      | 1966 Schließung |
| Base Section USAREUR COMZ         | 09219  | 72        | Army      | Civrac-de-Blaye-Chapeau (Gironde)           | SanDepot                      | 1966 Schließung |
| Base Section USAREUR COMZ         | 09230  | 72        | Army      | Cherbourg (Manche)                          | QM Depot                      | 1966 Schließung |
| Base Section USAREUR COMZ         | 09253  | 72        | Air Force | Évreux (Eure)                               | Évreux-Fauville Air Base      | 1955. 1966 Schließung |
| Base Section USAREUR COMZ         | 09255  | 72        | Army      | Bordeaux (Gironde)                          | Hafen                         | Auch für Le Verdon (Deux-Sèvres). 1966 Schließung. APO 255 → Athens                                                                                  |
| Base Section USAREUR COMZ         | 09256  | 72        | Army      | Chinon (Indre-et-Loire)                     | Pionier Depot                 | Auch für Saumur (Maine-et-Loire). 1966 Schließung. APO 256 → Elefsis (GR)                                                                            |
| Base Section USAREUR COMZ         | 09257  | 72        | Army      | Périgueux (Dordogne)                        | QM Depot                      | 1966 Schließung |
| Base Section USAREUR COMZ         | 09258  | 72        | Army      | Ingrandes (Indre)                           | QM Depot                      | 1966 Schließung |
| Base Section USAREUR COMZ         | 09259  | 72        | Army      | St.-Jean-d'Angély (Charente-Maritime)       | Fernmeldestation              | Auch für Fontenet (Charente-Maritime). 1966 Schließung                                                                                               |
| Advance Section USAREUR COMZ      | 09017  | 73        | Air Force | Laon-Couvron (Aisne)                        | Laon-Couvron Air Base         | 1955. 1966 Schließung. APO 17 4401 → Air Postal Squadron, Taif (SA)                                                                                  |
| Advance Section USAREUR COMZ      | 09018  | 73        | Air Force | Toul-Rosières (Meurthe-et-Moselle)          | Toul-Rosières Air Base        | 1955. 1966 Schließung |
| Advance Section USAREUR COMZ      | 09087  | 73        | Air Force | Étain-Rouvres (Meuse)                       | Étain-Rouvres Air Base        | 1955. 1966 Schließung |
| Advance Section USAREUR COMZ      | 09119  | 73        | Air Force | Chaumont (Haute-Marne)                      | Chaumont-Semoutiers Air Base  | 1955. 1966 Schließung |
| Advance Section USAREUR COMZ      | 09122  | 73        | Army      | Verdun (Meuse)                              | HQ Advance Section COMZ       | APO auch für Étain (Meuse), Sampigny (Meuse), Thierville (Eure), Trois-Fontaines (Marne), Billy-le-Grand (Marne). 1966 Schließung. APO 122 → Hahn AB |
| Advance Section USAREUR COMZ      | 09204  | 73        | Army      | Nancy (Meurthe-et-Moselle)                  | MatDepot                      | 1966 Schließung |
| Advance Section USAREUR COMZ      | 09216  | 73        | Army      | Metz (Moselle)                              | QM Depot                      | Auch für Thionville (Moselle), Buzy (Meuse). 1966 Schließung                                                                                         |
| Advance Section USAREUR COMZ      | 09247  | 73        | Air Force | Chambley (Meurthe-et-Moselle)               | Chambley-Bussières Air Base   | 1955. 1966 Schließung |
| Advance Section USAREUR COMZ      | 09287  | 73        | Army      | Robert-Espagne (Meuse)                      | Truck Company                 | Auch für Vassincourt (Meuse). 1966 Schließung |
| Advance Section USAREUR COMZ      | 09288  | 73        | Army      | Toul (Meurthe-et-Moselle)                   | Truck Company                 | 1966 Schließung |
| Seine Area Command USAREUR COMZ   | 09011  | 74        | Army      | Fontainebleau (Seine-et-Marne)              | HQ AFCENT                     | 1966 Verlegung AFCENT nach Brunssum |
| Seine Area Command USAREUR COMZ   | 09011  | 74        | Army      | Melun (Seine-et-Marne)                      | CEPS                          | Strategische POL-Pipeline Donges-Metz. Auch für Donges (Loire-Atlantique), Châlons-sur-Marne (Marne), Étain (Meuse)                                  |
| Seine Area Command USAREUR COMZ   | 09055  | 74        | Army      | Marly-le-Roi (Seine-et-Oise)                | SHAPE                         | 1966 Verlegung SHAPE Terminal Center nach Casteau (APO 055 für SHAPE Casteau)                                                                        |
| Seine Area Command USAREUR COMZ   | 09128  | 74        | Army      | Paris (Seine)                               | Dispensary                    | 1966 Schließung. APO 128 für Vaihingen |
| Seine Area Command USAREUR COMZ   | 09163  | 74        | Army      | Paris (Seine)                               | Movement Control              | 1966 Schließung |
| Seine Area Command USAREUR COMZ   | 09230  | 74        | Army      | Paris (Seine)                               | Hospital                      | 1966 Schließung |

## Abkürzungen
| Abkürzung  | Text                                      |
| ---------- | ----------------------------------------- |
| AAA        | Anti-Aircraft Artillery                   |
| AAFES      | Army and Air Force Exchange Service       |
| AB         | Air Base                                  |
| ACR        | Armored Cavalry Regiment                  |
| ACWS       | Aircraft Control and Warning Squadron     |
| AFB        | Air Force Base                            |
| AFCENT     | Allied Forces Central Europe              |
| AFNORTH    | Allied Forces Northern Europe             |
| AFSOUTH    | Allied Forces Southern Europe             |
| AG         | Adjutant General                          |
| AMF        | Allied Command Europe Mobile Forces       |
| APO        | Army and Air Force Post Office            |
| AS         | Air Station                               |
| ATAF       | Allied Tactical Air Force                 |
| ATC        | Army Training Center                      |
| BALTAP     | Allied Command Baltic Approaches          |
| BAOR       | British Army On the Rhine                 |
| BD         | Bermuda                                   |
| BE         | Belgien                                   |
| BH         | Bahrain                                   |
| Bn         | Battalion                                 |
| CA         | Kanada                                    |
| CENTAG     | Central Army Group                        |
| CEPS       | Central Europe Pipeline System            |
| CG         | Kongo                                     |
| Co         | Company                                   |
| CONUS      | Continental United States                 |
| CU         | Kuba                                      |
| CY         | Zypern                                    |
| DA         | Dänemark                                  |
| Det        | Detachment                                |
| Div        | Division                                  |
| EG         | Ägypten                                   |
| ET         | Äthiopien                                 |
| EU         | Europa                                    |
| FI         | Finnland                                  |
| FPO        | Fleet Post Office                         |
| FR         | Frankreich                                |
| GE         | German, Deutschland                       |
| GL         | Grönland                                  |
| GLCM       | Ground Launched Cruise Missile            |
| GR         | Griechenland                              |
| Hosp       | Hospital                                  |
| HQ         | Headquarters                              |
| IC         | Island                                    |
| INF        | Intermediate Nuclear Forces               |
| IR         | Iran                                      |
| IS         | Israel                                    |
| IT         | Italien                                   |
| JHQ        | Joint Headquarters (BAOR, NORTHAG, 2ATAF) |
| JO         | Jordanien                                 |
| KE         | Kenia                                     |
| LI         | Liberia                                   |
| Mat        | Material                                  |
| MO         | Marokko                                   |
| MPO        | Military Post Office                      |
| Mun        | Munition                                  |
| NATO       | North Atlantic Treaty Organisation        |
| NC         | North Carolina                            |
| NL         | Niederlande                               |
| NO         | Norwegen                                  |
| NORTHAG    | Northern Army Group                       |
| PK         | Pakistan                                  |
| PO         | Portugal                                  |
| POL        | Petrol-Oil-Lubricants                     |
| QM         | Quartermaster                             |
| RAF        | Royal Air Force                           |
| RU         | Moscow (so in der Liste von !990!)        |
| SA         | Saudi-Arabien                             |
| San        | Sanität                                   |
| SE         | Seychellen                                |
| SETAF      | Southern European Task Force              |
| SHAPE      | Supreme Headquarters Allied Powers Europe |
| SP         | Spanien                                   |
| SU         | Sudan                                     |
| TAC        | Tactical                                  |
| TSK        | Teilstreitkraft                           |
| TU         | Türkei                                    |
| UK         | Vereinigtes Königreich                    |
| US         | Vereinigte Staaten                        |
| USACOMZEUR | United States Army Communications Zone    |
| USAF       | United States Air Force                   |
| USAFE      | United States Air Force in Europe         |
| USAREUR    | United States Army in Europe              |
| USDAO      | United States Defense Attaché Office      |
| USEUCOM    | United States European Command            |
| USMC       | United States Marine Corps                |
| WS3        | Weapon Storage and Security System WS3    |
| ZIP        | Zone Improvement Plan (Postleitzahl)      |